# Oortiana olivacea
Oortiana olivacea är en fjärilsart som beskrevs av Köhler 1947. Oortiana olivacea ingår i släktet Oortiana och familjen nattflyn. Inga underarter finns listade i Catalogue of Life.